# Boeddhisme in Cambodja

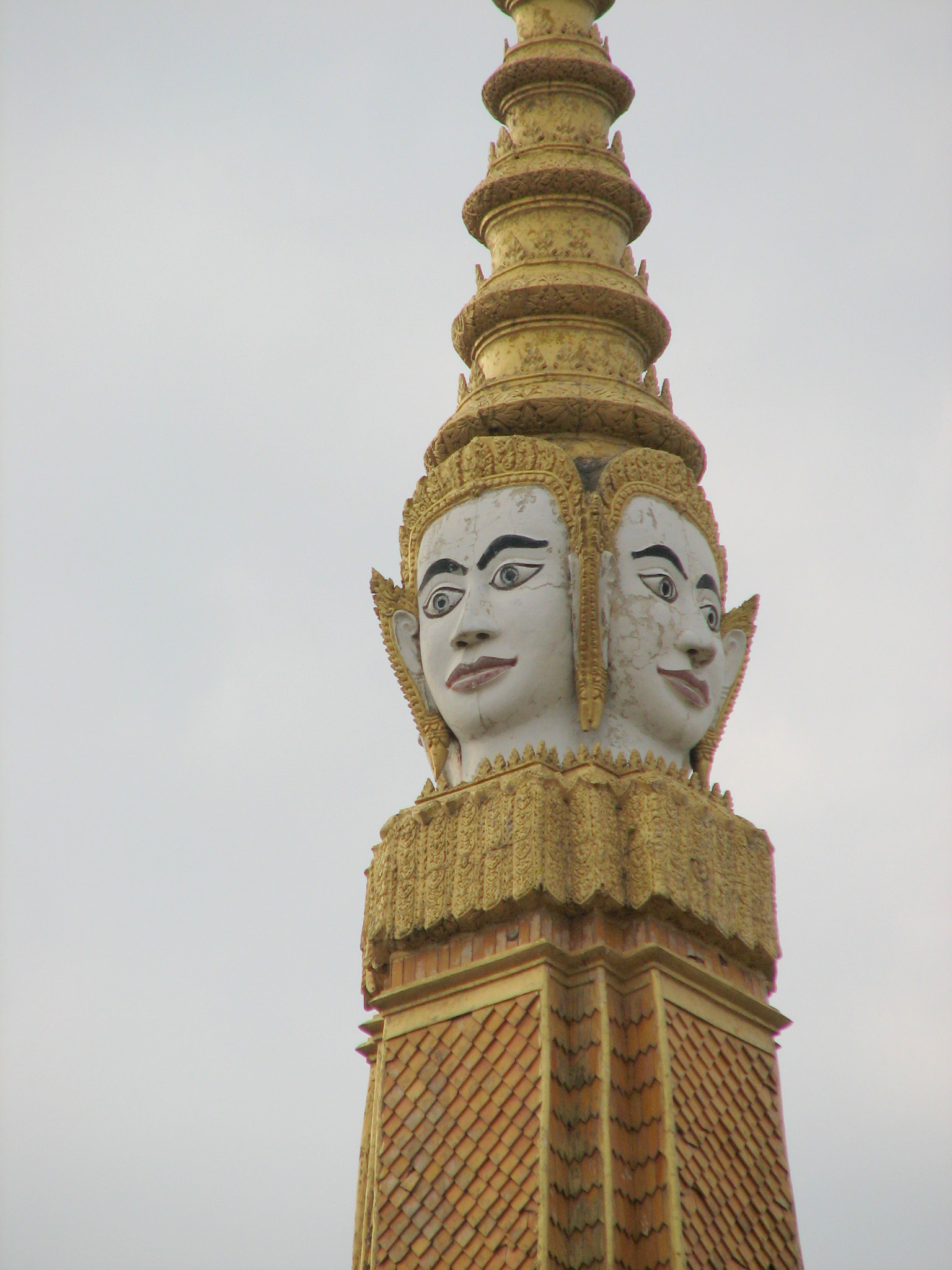
Stoepa bij het paleis in Phnom Penh

Het boeddhisme in Cambodja de belangrijkste religie van het land. In 2011 hing 96% van de 14,7 miljoen inwoners de religie aan.

## Geschiedenis

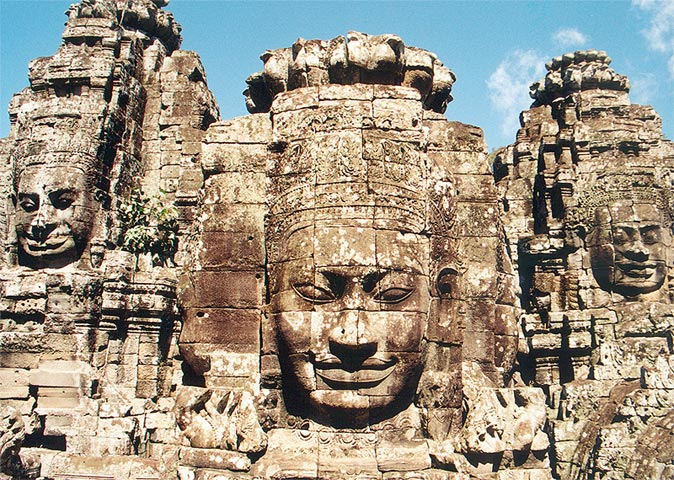
De gezichten in de tempel Bayon stellen vermoedelijk de bodhisattva Lokeshvara voor

In Indochina (tegenwoordig de landen Cambodja, Laos en Vietnam) deed het boeddhisme vermoedelijk in de eerste eeuwen na Christus zijn intrede, als onderdeel van een grote overname van de Indiase cultuur ("indianisatie"). Aanvankelijk was de belangrijkste boeddhistische stroming de sarvastivada-traditie, die haar hoogtepunt bereikte in de 5e en 6e eeuw.
Uit een 8e-eeuwse inscriptie in Angkor is af te leiden dat het mahayanaboeddhisme in die periode naast verschillende hindoeïstische stromingen aanwezig was in Angkor. De meeste koningen (en waarschijnlijk inwoners) van het Khmer-rijk waren echter hindoes of mengden aspecten van het shaivisme, het vaishnavisme en het boeddhisme. Een voorbeeld van deze vermenging is het feit dat de verschijningen van Lokeshvara (Avalokitesvara) en Shiva samensmolten. Daarbij werden de koningen van Cambodja gezien als incarnaties van Lokeshvara.
In de 13e eeuw verminderde de hang naar het Mahayana en nam het Theravada in populariteit toe. Dit is te herleiden aan de hand van reisverslagen van Chinese boeddhistische pelgrims. De eerste aangetroffen inscriptie die hierover melding maakt in het Pali dateert van 1309. Door deze inscriptie wordt ook meteen duidelijk dat het Theravada-boeddhisme op dat moment de bescherming genoot van de vorst van Cambodja.
Gedurende het communistische schrikbewind van het Khmer Rouge-regime (1975-1979) onder leiding van Pol Pot werden miljoenen mensen (voornamelijk intellectuelen, waartoe ook de orde van boeddhistische monniken werd gerekend) om het leven gebracht. Boeddhistische tempels werden massaal vernietigd en het volgen van de boeddhistische levenswijze werd verboden. Na de val van het regime vond het boeddhisme zijn herintrede en werden de tempels opnieuw opgebouwd. Mede door het nog altijd actuele tekort aan senioriteit binnen tempels is de morele standaard die er gevolgd wordt nog niet gelijk aan een hoge vinaya-standaard, en heeft de tempel hoofdzakelijk een sociale functie.

## Hedendaags boeddhisme

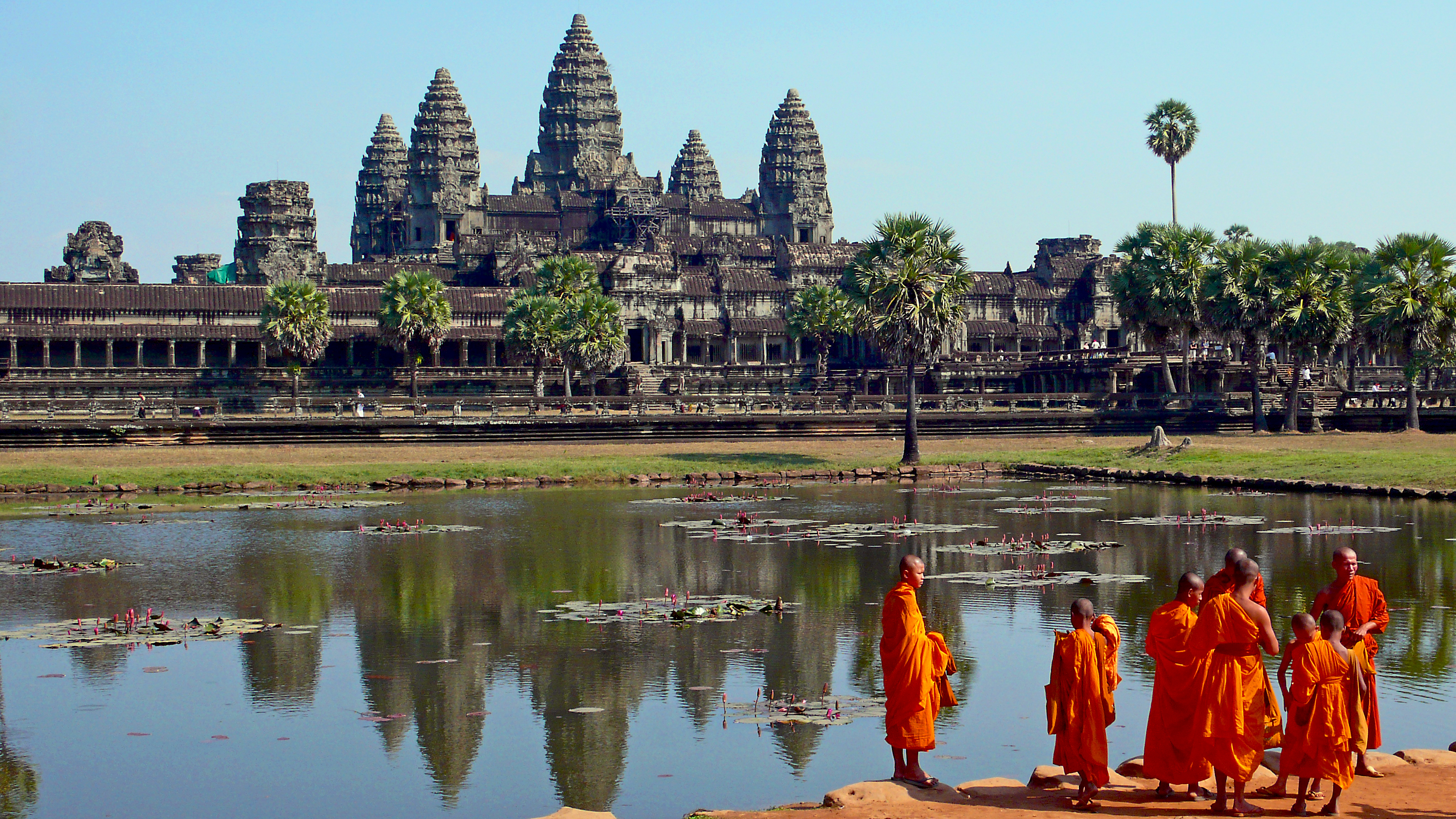
Monniken bij de Angkor Wat-tempel

Zowel het theravada- als het hinayanaboeddhisme zijn aan het begin van de 21e eeuw nog steeds aanwezig in Cambodja, Het theravadaboeddhisme is als staatsreligie nog wel steeds de hoofdstroming. Sinds het einde van de 19e eeuw is er ook nog een derde belangrijke stroming bij gekomen, namelijk de Dhammayuttika Nikaya, die zijn wortels vindt in het boeddhisme in Thailand.
Het boeddhisme is verreweg de belangrijkste religie in het land. Animisme en voorouderverering zijn in principe de enige religies die ook door Cambodjanen worden aangehangen, met name in de bergregio's. De beoefening van het hindoeïsme is nagenoeg verdwenen en wordt tegenwoordig vrijwel alleen nog door etnische Indiërs wordt aangehangen. Ook andere religies zijn voornamelijk van belang onder niet-etnische Cambodjanen.